# Anneke Wills
Anneke Wills (ur. jako Anna Katarina Willys 20 października 1941 w hrabstwie Berkshire) – brytyjska aktorka filmowa i telewizyjna.
Najbardziej jest znana z roli Polly w brytyjskim serialu science-fiction pt. Doktor Who. Rolę tę odgrywała w latach 1966-1967 i łącznie wystąpiła w 36 odcinkach. Od 2009 współpracuje z Big Finish Productions, którzy produkują słuchowiska umieszczone w uniwersum serialu Doktor Who, gdzie kontynuuje wcielanie się w postać Polly. W 2013 w związku z 50-leciem istnienia serialu wystąpiła w komedio-parodii pt. The Five(ish) Doctors Reboot w roli samej siebie oraz w filmie dokumentalnym pt. An Adventure in Space and Time, gdzie w występie cameo zagrała gościa na imprezie.
Anneke Wills jest córką kapitana British Army Alarica Willsa oraz gospodyni domowej, Anny Wills. Jest absolwentką Royal Academy of Dramatic Art w Londynie. W 1962 wzięła ślub z aktorem Michaelem Goughem, ale jednak w 1979 wzięła rozwód z nim.

## Filmografia
Źródło:

### Seriale
| Rok        | Nazwa serialu                          | Rola                             | Uwagi                                              |
| ---------- | -------------------------------------- | -------------------------------- | -------------------------------------------------- |
| 1955       | The Prince and the Pauper              | Pani Jane Grey                   | odc. "Exchange"                                    |
| 1955       | The Blakes                             | Jean Blake                       | 4 odcinki; miniserial                              |
| 1956       | The Grove Family                       | Olive Green                      | odc. "Olive Green"                                 |
| 1957       | The Railway Children                   | Roberta (Bobbie)                 | 8 odcinków                                         |
| 1958       | From Cover to Cover                    | dziewczyna                       | 1 odcinek                                          |
| 1959       | Don't Tell Father                      | Diana                            | 2 odcinki                                          |
| 1960       | BBC Sunday-Night Play                  | Katrina Hoefler                  | odc. "Twentieth Century Theatre: Glorious Morning" |
| 1960       | Emergency – Ward 10                    | Clarissa Wallace                 | 2 odcinki                                          |
| 1960       | Probation Officer                      | różne role                       | 3 odcinki                                          |
| 1960       | The Strange World of Gurney Slade      | dziewczyna na lotnisku           | 2 odcinki; miniserial                              |
| 1960; 1963 | No Hiding Place                        | Dolly Fenson / Glenda Williamson | 2 odcinki                                          |
| 1961       | ITV Television Playhouse               | dziewczyna w kawiarni            | odc. "Ben Spray"                                   |
| 1961       | Winning Widows                         | Sheila                           | odc. "The Young Niece"                             |
| 1961       | Gamble for a Throne                    | Kaye Chance                      | odc. "Prison Over the Porch"                       |
| 1961; 1965 | ITV Play of the Week                   | Chris Durley / Kathleen Short    | 2 odcinki                                          |
| 1962       | The Edgar Wallace Mystery Theatre      | Jacqueline                       | odc. "Candidate for Murder"                        |
| 1963       | The Sentimental Agent                  | Sarah                            | odc. "All That Jazz"                               |
| 1963; 1967 | Rewolwer i melonik (org. The Avengers) | różne role                       | 2 odcinki                                          |
| 1965       | The Likely Lads                        | Judith Francis                   | odc. "Other Side of the Fence"                     |
| 1966       | Thirty-Minute Theatre                  | Julia                            | odc. "Keep on Running"                             |
| 1966       | The Wednesday Play                     | Leda                             | odc. "Toddler on the Run"                          |
| 1966       | Święty (org. The Saint)                | Fran Roeding                     | odc. "The Helpful Pirate"                          |
| 1966-1967  | Doktor Who (org. Doctor Who)           | Polly                            | 36 odcinków                                        |
| 1969-1970  | Strange Report                         | Evelyn McLean                    | 16 odcinków                                        |

### Filmy
| Rok  | Nazwa filmu                    | Rola                   | Uwagi                                                       |
| ---- | ------------------------------ | ---------------------- | ----------------------------------------------------------- |
| 1954 | Impostor's Gold                | Sybil Hughes           | film telewizyjny                                            |
| 1954 | The House with a Secret        | Robina                 | film krótkometrażowy                                        |
| 1954 | Child's Play                   | Alice Nightingale      |                                                             |
| 1955 | Alibi Children                 | Molly Wilson           | film telewizyjny                                            |
| 1955 | Remember Jane                  | Jane Eyre              | film telewizyjny                                            |
| 1955 | Passage of Arms                | Henriette de Chamborde | film telewizyjny                                            |
| 1956 | African Holiday                | Megs Wyndham           | film telewizyjny                                            |
| 1962 | Some People                    | Anne                   |                                                             |
| 1964 | Nothing But the Best           | dziewczyna             |                                                             |
| 1965 | The Pleasure Girls             | Angela                 |                                                             |
| 2013 | An Adventure in Space and Time | gość na imprezie       | cameo; film telewizyjny; niewymieniona w napisach końcowych |
| 2013 | The Five(ish) Doctors Reboot   | ona sama               | film telewizyjny                                            |